# Blechnum papuanum
Blechnum papuanum är en kambräkenväxtart som beskrevs av Maarten J.M. Christenhusz. Blechnum papuanum ingår i släktet Blechnum och familjen Blechnaceae. Inga underarter finns listade.